# Rory Best
Rory David Best (Craigavon, 15 agosto 1982) è un ex rugbista a 15 britannico che giocava nel ruolo di tallonatore. A livello internazionale ha vestito 124 volte la maglia dell'Irlanda, di cui è terzo in assoluto per numero di presenze e secondo per numero di incontri giocati come capitano (38).

## Biografia
Cresciuto a Poyntzpass, in Irlanda del Nord, compì gli studi superiori nell'Ulster e quelli universitari in Inghilterra all'Università di Newcastle upon Tyne, al contempo militando nell'accademia del club cittadino dei Newcastle Falcons.
Tornato in Irlanda del Nord, entrò nei Belfast Harlequins nel 2002 e nel 2004 fu ingaggiato dalla selezione provinciale dell'Ulster, per la quale esordì in Celtic League nella stagione 2004-05.
Nel 2005 esordì in Nazionale irlandese nel corso dei test di fine anno, a Dublino contro la Nuova Zelanda; divenuto titolare, fu convocato per la Coppa del Mondo di rugby 2007 in Francia e nella stagione seguente divenne capitano dell'Ulster prendendo il posto di suo fratello Simon, costretto al ritiro a causa di un problema cardiaco; in tale stagione vinse anche il titolo celtico.
Nel 2009 indossò per la prima volta i gradi da capitano della Nazionale, durante il tour irlandese in Nordamerica; a causa di un problema discale fu costretto a saltare praticamente tutta la stagione successiva (solo 6 incontri di Celtic League in tale periodo), limitando la sua attività solo al campionato provinciale nelle file del Banbdrige, al quale si era nel frattempo associato lasciando i Belfast Harlequins; tornato in condizione fu convocato per la Coppa del Mondo di rugby 2011 in Nuova Zelanda, in cui l'Irlanda uscì ai quarti di finale.
Inizialmente escluso dal tour del 2013 in Australia dei British Lions, Best fu nominato di nuovo capitano della squadra irlandese che si recò nuovamente in Nordamerica, ma la squalifica dell'inglese Dylan Hartley, originariamente chiamato nel ruolo di titolare, costrinse il C.T. dei Lions Warren Gatland a convocare Best come rimpiazzo per tutta la durata del tour, anche se durante la spedizione Best non scese mai in campo nei test match contro gli Wallabies, disputando solo quattro incontri infrasettimanali.
Dal 2017 è membro dell'Ordine dell'Impero Britannico per meriti sportivi.
L'ultima partita in assoluto di Best fu il 30 novembre 2019 da capitano dei Barbarians al Millennium Stadium di Cardiff contro il Galles, vinta dai Dragoni per 43-33.

## Palmarès
- Celtic League: 1
Ulster: 2005-06